# Филателистический конгресс Великобритании

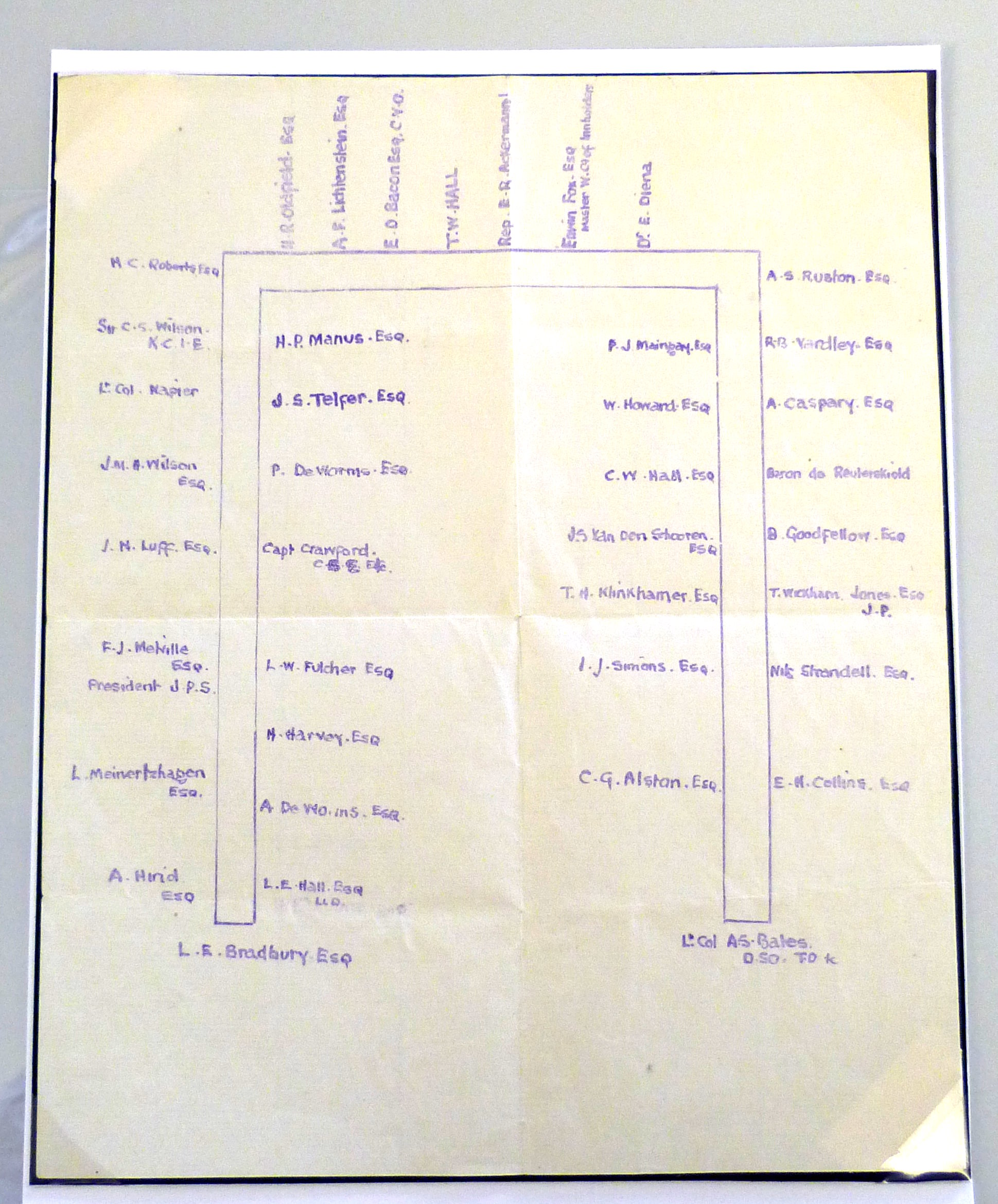
План рассадки гостей на ужине Королевского филателистического общества Лондона на X Филателистическом конгрессе Великобритании, 1923 г.

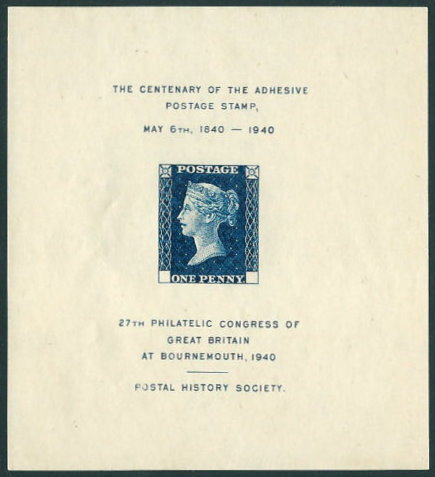
Сувенирный листок, выпущенный Обществом истории почты к XXVII конгрессу в Борнмуте, 1940 г.

Филателистический конгресс Великобритании — национальный съезд, ежегодно проводимый Ассоциацией британских филателистических обществ (ABPS).

## История
Первый филателистический конгресс состоялся в 1909 году одновременно с филателистической выставкой в ратуше Хьюм в Манчестере. Конгрессы проводятся до сих пор, каждый год в новом месте.
Среди вопросов, обсуждавшихся на первом конгрессе, были создание национального общества или федерации, желательность создания каталога коллекционеров, нежелательные выпуски, почтовые марки умерших коллекционеров и энциклопедия филателистической литературы.

## Порядок работы конгресса
Филателистические конгрессы предоставляет филателистам возможность пообщаться, ознакомиться с экспонатами и посетить банкет конгресса.
Ежегодно происходит вручение медали Конгресса, а новые филателисты, включённые в Список выдающихся филателистов, подписывают его.
На конгрессах делаются доклады на филателистические темы, например, на 88-м конгрессе в 2006 году (Дэвид Бич) из Британской библиотеки выступил с докладом на тему «Филателия эпохи правления короля Эдуарда, отражённая в литературе этой эпохи».

## Медаль Конгресса
Медаль Конгресса — медаль, которая вручается каждый год на филателистическом конгрессе, как правило, только одному человеку, «в знак признания преданности хобби [филателии] в течение многих лет».
Первым обладателем медали стал Уилфред Хоуорт (Wilfred Haworth) на филателистическом конгрессе 1959 года в Торки. В 2021 году медаль впервые была вручена одновременно двум лицам. Дизайн первоначальной медали был разработан Эрнестом Хьюгеном (Ernest Hugen), но с тех пор дизайн изменился.
Медаль вручается не за выдающиеся достижения в области филателии, а за общественную работу, особенно на национальном уровне. Победитель выбирается Комитетом по наградам Ассоциации британских филателистических обществ (ABPS) и должен быть номинирован должностным лицом одного из обществ филателистов, аффилированных с Ассоциацией британских филателистических обществ.

### Награждённые медалью Конгресса
- 1959: Уилфред Хоуорт (Wilfred Haworth)
- 2021: Бернард Маббетт (Bernard Mabbett) и Барри Бернс (Barry Burns)[5]